# Governo González IV
Il Governo González IV fu l’esecutivo in carica nel Regno di Spagna dal 14 luglio 1993 al 6 maggio 1996 (sebbene dimissionario dal 3 marzo). Nato dal risultato delle elezioni del 1993, fu l’unico della V legislatura. 
Il 6 maggio 1996, gli successe il Governo Aznar I.

## Situazione parlamentare
| Camera                 | Collocazione                | Partiti                                                     | Seggi     |
| ---------------------- | --------------------------- | ----------------------------------------------------------- | --------- |
| Congresso dei Deputati | Governo                     | PSOE/PSC (159)                                              | 159 / 350 |
| Congresso dei Deputati | Appoggio esterno/Astensione | Appoggio esterno: CiU (17), EAJ/PNV (5) Astensione: PAR (1) | 23 / 350  |
| Congresso dei Deputati | Opposizione                 | PP (141), IU (18), CC (4), ERC (1), UV (1), EA (1)          | 166 / 350 |
| Congresso dei Deputati | Non partecipanti            | HB (2)                                                      | 2 / 350   |

## Composizione
Partito Socialista Operaio Spagnolo (PSOE)
     Partito dei Socialisti di Catalogna (PSC)
     Indipendenti
| Carica                                | Titolare                                                          | Titolare | Titolare                                                        | Partito      |
| ------------------------------------- | ----------------------------------------------------------------- | -------- | --------------------------------------------------------------- | ------------ |
| Presidente del Governo                |                                                                   |          | Felipe González Márquez                                         | PSOE         |
| Vicepresidente (soppresso)            |                                                                   |          | Narcís Serra i Serra (fino al 28 giugno 1995)                   | PSC          |
| Interno (soppresso)                   |                                                                   |          | José Luis Corcuera Cuesta (fino al 24 novembre 1993)            | PSOE         |
| Interno (soppresso)                   | José Luis Corcuera Cuesta (dal 24 novembre 1993 al 5 maggio 1994) |          |                                                                 | PSOE         |
| Giustizia (soppresso)                 |                                                                   |          | Juan Alberto Belloch Julbe (fino al 5 maggio 1994)              | Indipendente |
| Giustizia e Interno (istituito)       |                                                                   |          | Juan Alberto Belloch Julbe (dal 5 maggio 1994)                  | Indipendente |
| Giustizia e Interno (istituito)       | Indipendente (affiliato al PSOE)                                  |          | Juan Alberto Belloch Julbe (dal 5 maggio 1994)                  |              |
| Affari esteri                         |                                                                   |          | Francisco Javier Solana de Madariaga (fino al 19 dicembre 1995) | PSOE         |
| Affari esteri                         | Carlos Westendorp Cabeza (dal 19 dicembre 1995)                   |          |                                                                 | PSOE         |
| Economia e Finanze                    |                                                                   |          | Pedro Solbes Mira                                               | PSOE         |
| Difesa                                |                                                                   |          | Julián García Vargas (fino al 28 giugno 1995)                   | PSOE         |
| Difesa                                | Gustavo Suárez Pertierra (dal 28 giugno 1995)                     |          |                                                                 | PSOE         |
| Industria ed Energia                  |                                                                   |          | Juan Manuel Eguiagaray Ucelay                                   | PSOE         |
| Commercio e Turismo                   |                                                                   |          | Javier Gómez-Navarro Navarrete                                  | PSOE         |
| Opere pubbliche, Trasporti e Ambiente |                                                                   |          | Josep Borrell Fontelles                                         | PSOE         |
| Istruzione e Scienza                  |                                                                   |          | Gustavo Suárez Pertierra (fino al 28 giugno 1995)               | PSOE         |
| Istruzione e Scienza                  | Jerónimo Saavedra Acevedo (dal 28 giugno 1995)                    |          |                                                                 | PSOE         |
| Lavoro e Sicurezza sociale            |                                                                   |          | José Antonio Griñán Martínez                                    | PSOE         |
| Salute e Consumo                      |                                                                   |          | Ángeles Amador Millán                                           | PSOE         |
| Agricoltura, Pesca ed Alimentazione   |                                                                   |          | Vicente Albero Silla (fino al 6 maggio 1994)                    | PSOE         |
| Agricoltura, Pesca ed Alimentazione   | Luis María Atienza Serna (dal 6 maggio 1994)                      |          |                                                                 | PSOE         |
| Cultura                               |                                                                   |          | Carmen Alborch Bataller                                         | PSOE         |
| Amministrazioni pubbliche             |                                                                   |          | Jerónimo Saavedra Acevedo (fino al 28 giugno 1995)              | PSOE         |
| Amministrazioni pubbliche             | Joan Lerma Blascon (dal 28 giugno 1995)                           |          |                                                                 | PSOE         |
| Affari sociali                        |                                                                   |          | Cristina Alberdi Alonso                                         | PSOE         |
| Presidenza e Portavoce del Governo    |                                                                   |          | Alfredo Pérez Rubalcaba                                         | PSOE         |

Fonte: